# Rodrigo Bentancur
Rodrigo Bentancur   (Colonia del Sacramento, 25 de juny de 1997) és un futbolista professional uruguaià que juga com a migcampista per la Juventus de Torí i per la selecció uruguaiana.

## Carrera esportiva
Bentancur és un exponent del planter del Boca Juniors. El 12 d'abril de 2015 va debutar amb el primer equip en partit de lliga contra el Nueva Chicago. Va substituir Pablo Pérez després de 77 minuts en un empat 0-0 a casa.
El gener de 2016 es va saber que el Reial Madrid pretenia la seva incorporació al mercat d'hivern de la temporada 2015-16.

## Palmarès
Boca Juniors
- Primera Divisió argentina (2): 2015, 2017
- Copa Argentina (1): 2014–15

Juventus
- Serie A (3): 2017–18, 2018–19, 2019–20
- Copa italiana (2): 2017–18, 2020–21
- Supercopa italiana (2): 2018, 2020

Tottenham Hotspur
- Lliga Europa de la UEFA (1): 2024–25[4]

Selecció de l'Uruguai
- Campionat sud-americà sub-20 (1): 2017
- China Cup (2): 2018, 2019